# NGC 16

NGC 16

إن جي سي 16 أو NGC 16 في الفهرس العام الجديد هي مجرة محدبة متوسطة السطوع تقع في اتجاه كوكبة الفرس الأعظم على بعد يقدر بحوالي 145 مليون سنة ضوئية 45 مليون فرسخ فلكي ويبلغ قطرها حوالي 80,000 سنة ضوئية.تم اكتشافها في 8 سبتمبر 1784 من قبل عالم الفلك ويليام هيرشل. تبدو مجرة NGC 16 معزول تماما، وتبعد ما لا يقل عن 20 مليون سنة ضوئية عن أي مجرة أخرى ذات حجم كبير.

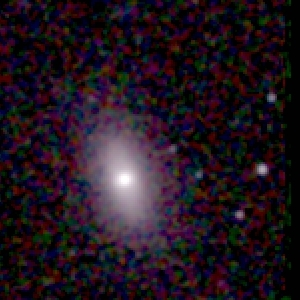
أن جي سي- 16 بحزمة الأشعة ما تحت الحمراء القريبة